# Ambrella longituba
Ambrella longituba är en orkidéart som beskrevs av Joseph Marie Henry Alfred Perrier de la Bâthie. Ambrella longituba ingår i släktet Ambrella och familjen orkidéer. Inga underarter finns listade i Catalogue of Life.